# E20
La ruta europea E20 és una carretera que forma part de la Xarxa de carreteres europees. Comença a Shannon (República d'Irlanda) i finalitza a Sant Petersburg (Rússia) passant per Dublín, Copenhaguen, Estocolm i Tallin. Té una longitud de 3210 km. Té una orientació d'est a oest i passa per Irlanda, Regne Unit, Dinamarca, Suècia, Estònia i Rússia.

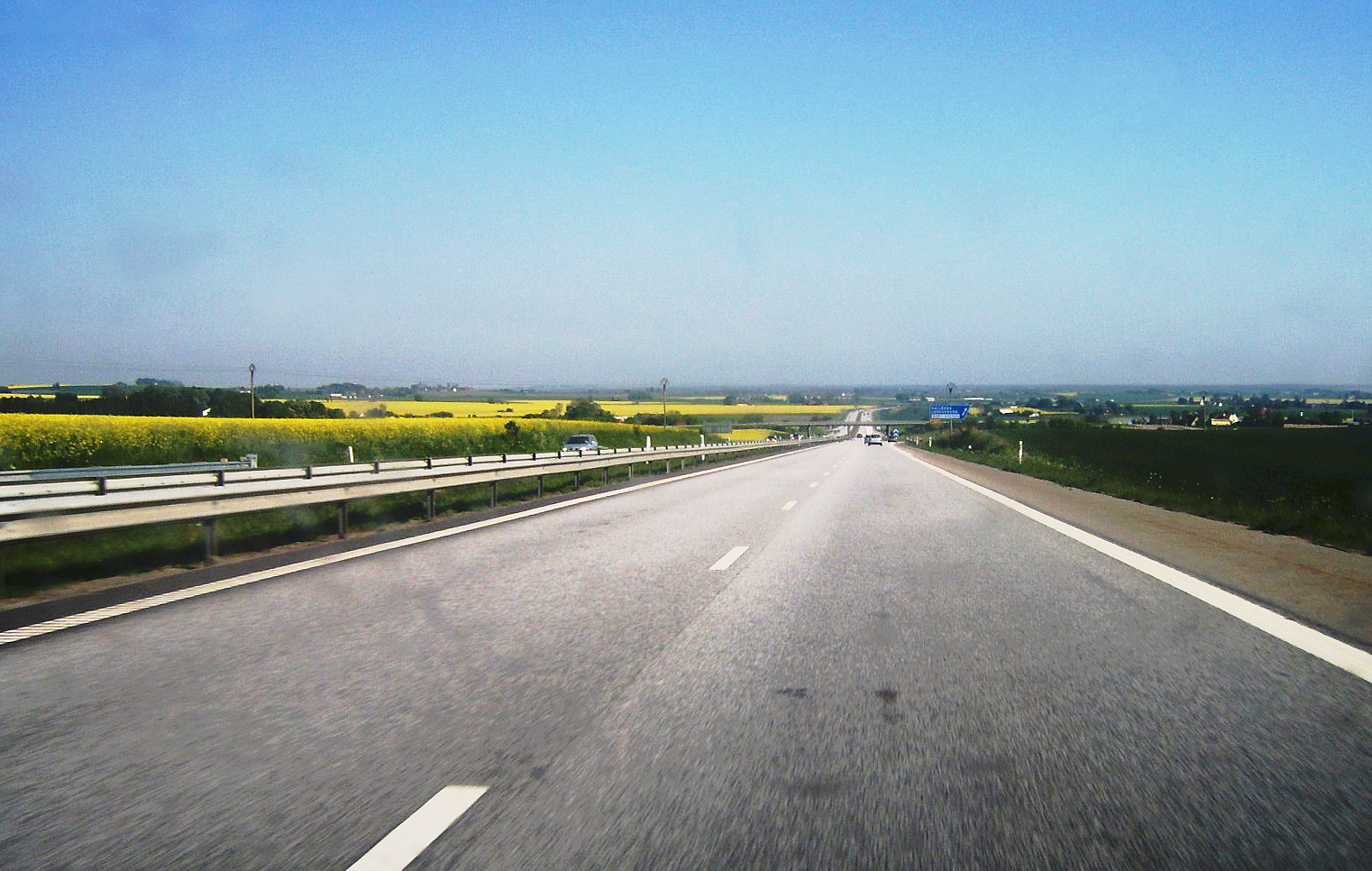
L'E20 a prop de Landskrona a Suècia.